# Нойбург (Мекленбург-Передня Померанія)
Нойбург (нім. Neuburg) — громада в Німеччині, розташована в землі Мекленбург-Передня Померанія. Входить до складу району Північно-Західний Мекленбург. Центр об'єднання громад Нойбург.
Площа — 43,89 км2. Населення становить 2129 ос. (станом на 31 грудня 2020).